# Chemical Abstracts Service
El Chemical Abstracts Service (CAS) és una divisió de la Societat Química Americana (CAmS o Societat Americana de Química) la qual confecciona un índex de la bibliografia científica respecte a la química i els dominis científics relacionats, els Chemical Abstracts, publicats des de l'any 1907. La seu de la CAS es troba a Columbus (Ohio), Estats Units.
La CAS manté també el registre CAS, una base de dades de les substàncies químiques significatives. Cada substància d'aquestes rep un nombre CAS, i aquests nombres sovint s'utilitzen per a descriure de manera única les substàncies químiques. Les substàncies reben a més un nom d'índex CA únic que es construeix segons les regles de nomenclatura més estrictes. Hi ha algunes diferències entre els noms d'índex CA i la nomenclatura IUPAC.
Les diverses bases de dades creades per CAS són propietat de CAmS i es venen a empreses o a biblioteques universitàries.
El 2007 el Chemical Abstracts Service va ser designat un dels National Historic Chemical Landmarks com a reconeixement de la seva tasca científica.

## Periòdics impresos
Chemical Abstracts és un índex periòdic que fa resums i índexs de documents científics publicats recentment. Aproximadament 8.000 revistes, informes tècnics, dissertacions, actes de congressos i nous llibres, en qualsevol dels 50 idiomes, són analitzats anualment, com són les memòries de patents de 27 països i dues organitzacions internacionals. Chemical Abstracts es va deixar de publicar l'1 de gener del 2010.

## Bases de dades
Les dues bases de dades principals són CAplus i Registry.

### CAplus
CAplus conté informació bibliogràfica i resums de tots els articles de revistes químiques de tot el món i articles relacionats amb la química de totes les revistes científiques, patents i altres publicacions científiques.

### Registry
Registry conté informació sobre més de 71 milions de substàncies orgàniques i inorgàniques i més de 64 milions de proteïnes i de seqüències d'àcids nucleics. La informació seqüencial ve de CAS i de GenBank, produït per National Institutes of Health. La informació química és produïda per CAS i és preparada pel Sistema de Registre CAS, que identifica cada compost amb un número de registre CAS específic, nom d'índex i representació gràfica de la seva estructura química. L'assignació de noms químics es realitza d'acord amb les regles de nomenclatura química per als noms dels índexs CA, que és lleugerament diferent dels noms IUPAC internacionalment normalitzats, d'acord amb les regles de la IUPAC.

## Productes
Les bases de dades CAS estan disponibles a través de dos sistemes principals de base de dades, STN i SciFinder.

### STN

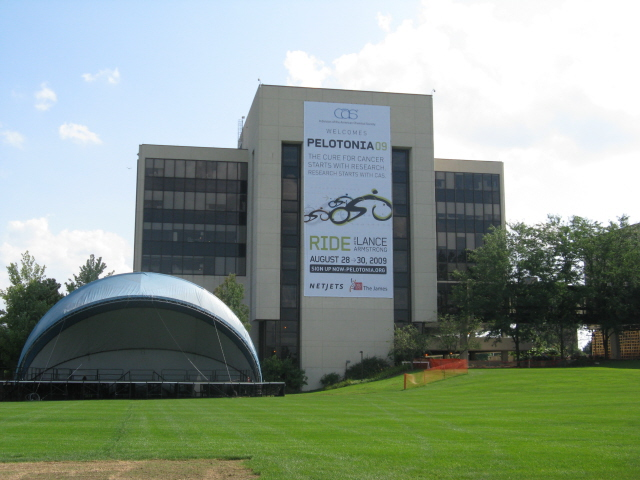
Edifici B de la Chemical Abstracts Service Building a l'agost de 2009. Columbus, Ohio

STN (Xarxa d'Informació Científica i Tècnica) Internacional és operat conjuntament per CAS i FIZ Karlsruhe, i està destinat principalment a professionals de la informació, utilitzant una interfície de llenguatge d'ordres. A més de les bases de dades de CAS, STN també proporciona accés a moltes altres bases de dades, similar a Dialog.

### SciFinder
SciFinder és una base de dades d'informació química i bibliogràfica. Originalment era una aplicació client, una versió web va ser llançada el 2008. Té una interfície gràfica, i es poden cercar estructures i reaccions químiques.
La versió client és per als químics en les organitzacions comercials. Existeixen versions per a Windows i Macintosh. SciFinder Scholar és per a universitats i altres institucions acadèmiques i manca d'algunes característiques addicionals per a la recerca de múltiples bases de dades.

### CASSI
CASSI vol dir Chemical Abstracts Service Source Index. Des de 2009, aquesta compilació d'impressions i CD-ROM està disponible com un recurs en línia gratuït per cercar i confirmar la informació de la publicació. L'eina de cerca CASSI en línia proporciona títols i abreviatures, CODEN, ISSN, editor, i la data de la primera edició (història) per a una revista seleccionada. També s'inclou l'idioma del text i el llenguatge dels resums.
El rang va des de 1907 fins a l'actualitat, on s'inclou publicacions científiques i tècniques, tant de sèrie i no en sèrie. La base de dades s'actualitza trimestralment.
Beyond CASSI són llistes abreujades de títols de revistes de literatura química primerenca i altres fonts de referència històrica.

## Història
Chemical Abstracts (CA) va començar com una iniciativa voluntària i a partir d'aquí va anar evolucionant. L'ús d'extractors de voluntaris va ser eliminat el 1994. Chemical Abstracts s'ha associat amb l'American Chemical Society en una forma o una altra des de 1907.
Durant molts anys, a partir de 1909, les oficines de Chemical Abstracts es van allotjar en diversos llocs del campus de la Ohio State University a Columbus, Ohio. El 1965, el CAS es va traslladar a un nou lloc de 50 acres (200.000 m²) a la riba oest del riu Olentangy, just al nord del campus Ohio State. Aquest campus es va fer ben conegut en l'àrea de Columbus i famós de fer molts concerts pop de la Columbus Symphony Orchestra. El 2009, el campus constava de tres edificis.
El 1907, William A. Noyes havia ampliat la Review of American Chemical Research, una publicació d'abstracció iniciada per Arthur Noyes en el 1895 que va ser el precursor de Chemical Abstracts. Quan es va fer evident que era necessària una publicació separada que contenia aquests resums, Noyes es va convertir en el primer editor de la nova publicació, Chemical Abstracts.
E. J. Crane es va convertir en el primer director de Chemical Abstracts Service quan es va convertir en una divisió de l'American Chemical Society el 1956. Crane havia estat editor de la CA des de 1915 i la seva dedicació va ser un factor clau en el seu èxit a llarg termini.
Dale B. Baker es va convertir en el director del CAS en la retirada de Crane al 1958. Segons CAS, la seva visió visionària del "potencial" del CAS va portar a l'expansió, la modernització i la forja d'aliances internacionals amb altres organitzacions d'informació." CAS va ser dels primers líders en l'ús de la tecnologia informàtica per organitzar i difondre informació.
El CAS (Chemical Registry System), en català es podria dir Sistema de Registre Químic, es va introduir el 1965. El CAS va desenvolupar un número de registre únic per identificar substàncies químiques. Organismes com l'Agència de Protecció Ambiental dels EUA i els cossos de bombers de tot el món ara depenen d'aquests números per a la identificació definitiva de substàncies. Segons l'ACS, aquesta és la base més gran de dades de substàncies químiques al món.
El 2007, l'ACS va designar la seva subdivisió de Chemical Abstracts Service com a ACS National Historic Chemical Landmark en reconeixement de la seva importància com un repositori complet de recerca en química i ciències relacionades.